# Барзена
Барзена (перс. برزنا) — село в Ірані, у дегестані Вірмуні, у Центральному бахші, шагрестані Астара остану Ґілян. У переписі 2006 року вказане як окремий населений пункт, але без відомостей про чисельність населення.